# Dorothy Constance Stratton
Dorothy Constance Stratton, née le 24 mars 1899 à Brookfield et morte le 17 septembre 2006 à West Lafayette, est une éducatrice, officière de marine et fonctionnaire américaine. 
Elle est principalement connue pour avoir fondé et dirigé la réserve féminine de la Garde côtière des États-Unis. pendant la Seconde Guerre mondiale, connue sous le nom de SPARS (en).

## Biographie

### Origines et enfance
Dorothy Constance Stratton naît le 24 mars 1899 à Brookfield dans le Missouri,,.
Ses parents sont Anna Troxler Stratton et le révérend Richard Lee Stratton, pasteur baptistede plusieurs paroisses. 
Elle a un frère, Richard C. Stratton, qui servira plus tard dans le Corps médical de réserve de l’armée américaine durant la Seconde Guerre mondiale,.
En raison des affectations pastorales de son père, la famille déménage fréquemment à travers le Midwest, notamment au Missouri et au Kansas, ce qui l'expose à divers environnements culturels dès son jeune âge.

### Études
Dorothy Constance Stratton effectue son lycée à Lamar dans le Missouri et à Blue Rapids,), avant d’obtenir un baccalauréat ès arts à l’Université d’Ottawa, en 1920.
Elle poursuit ses études à l’Université de Chicago, où elle décroche un master en psychologie en 1924, puis à l’Université Columbia, à New York, où elle soutient un doctorat en administration des services aux étudiants au Teachers College en 1932. Sa thèse est publiée l’année suivante sous le titre Problems of Students in a Graduate School.
Elle suit également des cours à l’Université Northwestern, à l’Université de Washington ainsi qu’aux campus de Berkeley et de Los Angeles de l’Université de Californie.

### Parcours professionnel
Après l’obtention de son diplôme, Dorothy Stratton alterne entre enseignement et poursuite d’études. Elle commence sa carrière à Brookfield, où elle enseigne l’histoire pendant deux ans, avant de rejoindre un lycée à Renton, dans l’État de Washington. En 1923, elle s’installe à San Bernardino, en Californie, où elle occupe successivement les fonctions de directrice adjointe du collège Sturges, puis de doyenne des filles et directrice adjointe du lycée Sturges.

#### Carrière universitaire
De 1933 à 1942, Dorothy Stratton devient la première doyenne des femmes à temps plein de l’Université Purdue, où elle enseigne également la psychologie. À cette période, environ 500 femmes sont inscrites, principalement en sciences domestiques, dans un établissement majoritairement masculin. 
Elle met en place plusieurs mesures visant à encourager l’inscription des femmes dans les filières scientifiques, faisant passer leur nombre de 500 à plus de 1 400 au cours de ses neuf années de mandat. Elle contribue à la construction de trois résidences universitaires pour femmes sur le campus de West Lafayette, à l’élaboration d’un programme de sciences libérales destiné aux étudiantes, ainsi qu’à la création d’un centre de placement professionnel. Elle fonde également la Housemother’s Training School, une école de formation pour les responsables de maisons d’étudiants (fraternités et sororités), qui propose une formation intensive à plusieurs centaines de femmes venues de tout le pays,,. 
En 1940, elle coécrit avec Helen B. Schleman un guide à destination des jeunes femmes à l’université, Your Best Foot Forward, avant d’être promue professeure titulaire,.

#### Engagement militaire
En 1942, dans le contexte de la Seconde Guerre mondiale, les forces armées américaines créent des unités féminines pour pallier la pénurie de personnel masculin. Cette même année, Dorothy C. Stratton siège au comité de sélection de la 5ᵉ zone de corps de l’armée, chargé de choisir les premières officières du Women’s Army Auxiliary Corps (WAAC).
Encouragée par Lillian Moller Gilbreth, elle quitte la même année ses fonctions à l’université Purdue pour participer à l’effort de guerre. Elle rejoint d’abord le WAAC, puis intègre les WAVES (Women Accepted for Volunteer Emergency Service), la réserve féminine de la marine américaine,. Elle suit la première formation d’officières WAVES à Smith College, à Northampton (Massachusetts). Cette transition de l’université à la vie militaire est difficile : elle confie à une camarade de promotion avoir fait « la pire erreur de ma vie ».
En septembre 1942, nommée lieutenante, elle est affectée comme assistante du commandant du centre de formation des opérateurs radio à Madison, dans le Wisconsin. Peu après, elle est transférée au bureau du commandant de la Garde côtière des États-Unis afin de concevoir une réserve féminine.

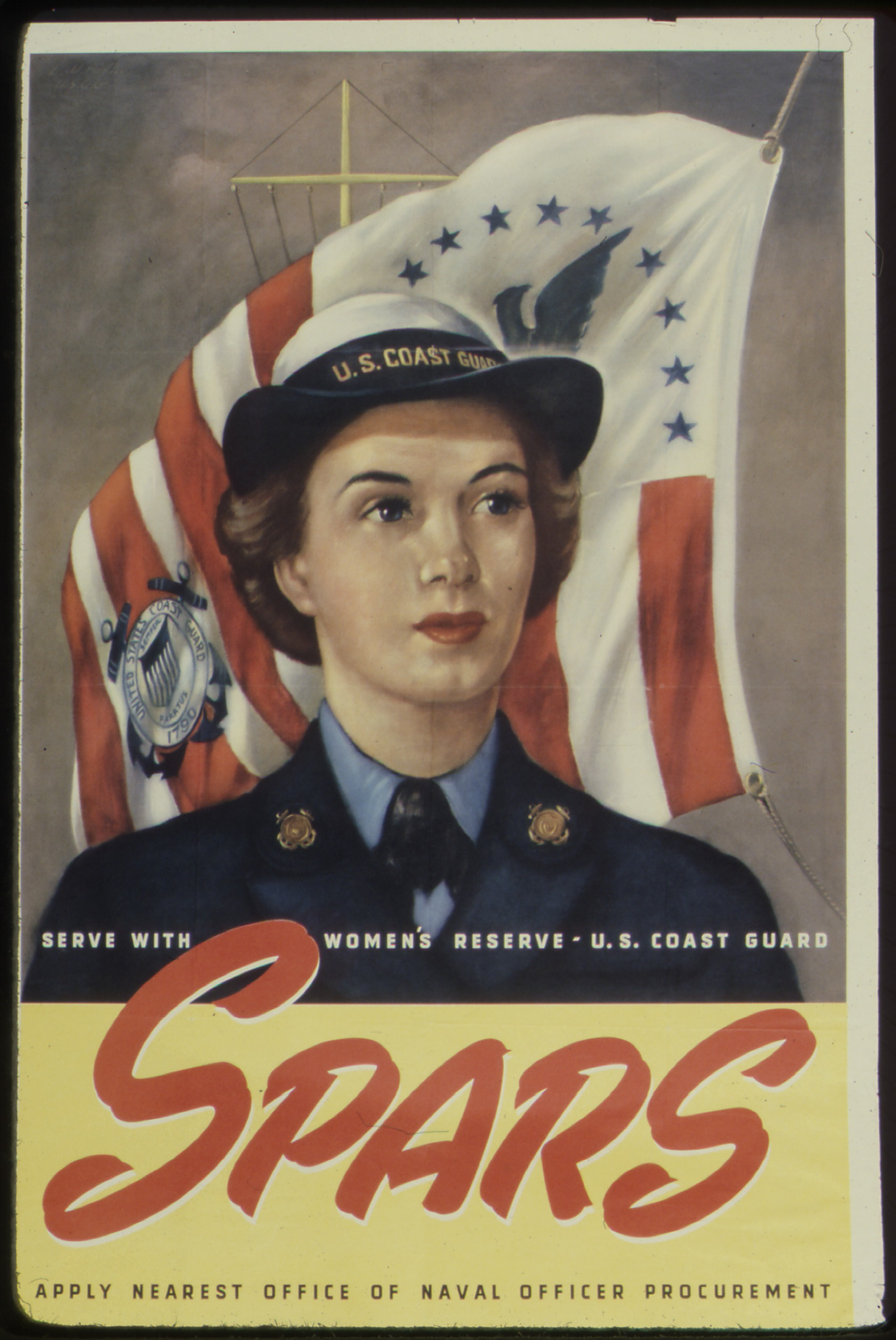
Affiche de recrutement de la réserve féminine de la Garde côtière des États-Unis, Seconde Guerre mondiale.

Le 23 novembre 1942, le président Franklin D. Roosevelt autorise officiellement la création de cette réserve. Le lendemain, Stratton est nommée directrice de cette nouvelle branche, devenant la première femme admise au service actif dans l’histoire de la Garde côtière. Elle propose pour cette unité le nom de SPARS, acronyme formé à partir de la devise Semper Paratus – Always Ready,.
Elle est promue commandante le 1er janvier 1944, puis capitaine un mois plus tard, devenant la première femme de la Garde côtière à atteindre ces grades. En tant que directrice des SPARS, elle participe à l’élaboration des politiques de recrutement, de formation, d’affectation et de maintien du moral. Sous son commandement, près de 10 000 femmes enrôlées et 1 000 officières assurent des fonctions logistiques à terre, libérant ainsi du personnel masculin pour le service en mer. Certaines SPARS sont affectées à des missions techniques sensibles, comme le projet de navigation à longue portée LORAN, où elles assurent l’ensemble des opérations de l’unité 21.
Opposée aux enquêtes portant sur la vie privée des recrues et à l’exclusion des femmes suspectées d’être lesbiennes, elle considère ces pratiques comme contraires à l’effort de guerre.
Elle quitte la Garde côtière le 16 janvier 1946, six mois avant la dissolution officielle des SPARS. La veille, elle reçoit la Légion du Mérite pour sa « conduite exceptionnellement méritoire dans l’accomplissement de services remarquables au gouvernement des États-Unis »,,. 
Par la suite, elle est nommée à l’administration du Reclassement et de la Réadaptation, où elle veille à la prise en compte des femmes militaires dans les politiques de réinsertion civile,,.

#### Carrière après-guerre
Après la guerre, Dorothy C. Stratton devient directrice du personnel au Fonds monétaire international de 1947 à 1950, puis directrice exécutive nationale des Girl Scouts of America de 1950 à 1960,. Elle y fait face à la « crise de la Légion américaine », des accusations portées par des groupes conservateurs affirmant que les Scouts promeuvent une citoyenneté mondiale jugée « anti-américaine ».
Stratton mène une campagne de communication pour réaffirmer les valeurs patriotiques du mouvement et obtient le soutien de personnalités telles qu’Eleanor Roosevelt. Elle encourage également la déségrégation des troupes locales et l'engagement en faveur des droits civiques.
De 1962 jusqu’à sa retraite, elle siège à la President’s Commission on the Employment of the Handicapped et agit comme consultante en réadaptation professionnelle pour le Département de la Santé, de l’Éducation et du Bien-être.
Durant sa carrière d’après-guerre, elle rédige également plusieurs ouvrages, dont certains restent publiés à ce jour.
Elle est membre de plusieurs associations professionnelles, notamment la National Association of Deans of Women, l’American Association of University Women, le Business and Professional Women’s Club, la National Education Association, l’American Association for the Advancement of Science, ainsi que membre associée de l’American Psychological Association.

### Vie privée
En 1985, Dorothy Constance Stratton déménage de Newtown, dans le Connecticut, pour s’installer à West Lafayette, dans l’Indiana, où elle partage une maison avec Helen B. Schleman. Elle vit entourée d’un cercle d’amis proches, dont la Dre Barbara I. Cook, Betty M. Nelson, le Dr Richard C. Nelson et la capitaine retraitée Sally Watlington, US Navy. Elle ne se marie pas et n’a pas d’enfants. Elle reste en contact avec sa famille, notamment sa nièce Barbara Stratton Myers, son neveu le Dr Richard Lee Stratton, ainsi que leurs enfants et petits-enfants.

### Mort et héritage
Dorothy Stratton meurt le 17 septembre 2006, à l’âge de 107 ans, à West Lafayette, où elle résidait. Son décès est annoncé par Sally Watlington, capitaine de la marine à la retraite et amie de longue date. Ses obsèques ont lieu le 1er octobre 2006 lors d’une cérémonie commémorative. Elle est inhumée au cimetière de Grandview à West Lafayette, lors d’un enterrement privé en présence de sa famille.
Un fonds d’archives consacré à Dorothy C. Stratton est conservé à la Purdue University Archives and Special Collections. Il contient notamment des documents relatifs à sa carrière académique, son engagement militaire et sa vie personnelle.
En son honneur, la bourse Dorothy C. Stratton NROTC Scholarship Fund a été créée à Purdue University.
En 2008, un navire de sécurité nationale de la Garde côtière, l’USCGC Stratton, est baptisé en son honneur lors d’une cérémonie présidée par Michelle Obama.

## Distinctions
Dorothy Constance Stratton reçoit plusieurs distinctions en reconnaissance de son engagement en faveur de l’intégration des femmes dans les forces armées et du service public. Elle obtient la Légion du Mérite pour son rôle en tant que directrice du corps féminin de la Garde côtière (SPAR) pendant la Seconde Guerre mondiale.
Elle reçoit également plusieurs doctorats honorifiques, notamment de l’Université d’Ottawa, de Russell Sage College, de Smith College, de Bates College et de l’Université Purdue. L’Université de Chicago lui remet son Prix du service public.
En 2001, un prix portant son nom, le Captain Dorothy Stratton Leadership Award, est créé afin de récompenser les personnes faisant preuve d’un leadership exemplaire dans le service militaire ou civil. La Garde côtière des États-Unis lui rend également hommage en baptisant un cutter de sécurité maritime à son nom : l’USCGC Stratton (WMSL-752).